# Phoenicoprocta latimarginata
Phoenicoprocta latimarginata là một loài bướm đêm thuộc phân họ Arctiinae, họ Erebidae.